# Tatacoaöknen
Tatacoaöknen (spanska: Desierto de la Tatacoa) är en öken vid Magdalenaflodens övre del i Colombia.   Den ligger i departementet Huila, i den centrala delen av landet, 190 km sydväst om huvudstaden Bogotá. Arean är 330 kvadratkilometer.